# Fókusz (pszichoterápia)
A fókusz módszer E. T. Gendlin osztrák származású pszichológus és pszichoterapeuta nevéhez fűződik. Gendlin, aki korábban Rogers munkatársa volt, és akiről kollégája elismerően nyilatkozott kutatásai során azt találta, hogy a pszichoterápiában a fejlődés kulcsa független a terápiás irányzattól, a siker kulcsa a páciens kezében van, ezt a készséget Gendlin "átélés"-nek nevezte el. 
Gendlin szerint ez a készség mindenkiben benne rejlik, és a fejlesztésére kidolgozott módszert fókuszolásnak nevezte el. A fókusz módszer alkalmazása során egy fókusz kísérő segít a fókuszolónak közelebb jutni saját belső folyamataihoz, amelynek során a test jelzéseit mintegy térképként használva eljuthat belső igazságaihoz. A módszer részét képezi a fókuszos attitűd, amely során a fókuszoló megtanulja elfogadni saját érzéseinek létjogosultságát, amelyek ilyen módon képessé válnak arra, hogy formálódjanak. A módszer maga Gendlin szerint bármilyen életproblémára alkalmazható, legyen az akár egy elekadás, amelyet gondolati úton nem tud megoldani, vagy testi tünet. Erre példa Grindler munkássága, aki sikerrel alkalmazta a fókuszolást rákos betegeknél. A folyamat célja a testi váltás, melynek során a fókuszoló megtalálja a tökéletes illeszkedést a testi érzet és a probléma között.

## Külső hivatkozások
- http://fokuszolas.hu